# Awake (singel Godsmacka)
Awake – utwór amerykańskiego zespołu muzycznego Godsmack, będący pierwszym singlem z drugiego albumu studyjnego zespołu, zatytułowanego tak samo jak utwór. Został wydany w formacie CD w listopadzie 2000 roku nakładem Universal Records i Republic Records. Zrealizowano także akustyczną wersję utworu, która pod tytułem „Asleep” trafiła na wydany w 2004 roku minialbum The Other Side.

## Znaczenie tekstu
Podczas chatu online na MTV w lutym 2001 roku Sully Erna, wokalista i lider zespołu Godsmack, wyjaśnił, że utwór ma osobisty charakter: 

Chodzi o mnie kończącego relację uczuciową... Po prostu mówię, że teraz jestem świadomy i potrafię sobie poradzić ze wszystkim, z czym muszę sobie poradzić. Tam, gdzie wcześniej czułem, że stracę kontrolę bez tej osoby w moim życiu. Mówię, że teraz jest mi dobrze bez tej osoby.

{{Cytat}} Nieprawidłowe/puste pola: "styl".

## Odbiór komercyjny
„Awake” jest pierwszym singlem Godsmacka, który dotarł do najwyższego miejsca list przebojów – osiągnął to na dwóch listach tygodnika Billboard: Mainstream Rock i Bubbling Under Hot 100, na pierwszej z nich zajmując czołową pozycję przez 53 tygodnie, zaś na drugiej przez 24 tygodnie. Na trzeciej z list Billboardu, Modern Rock Tracks, zajmował 12. miejsce przez 28 tygodni.
W 2001 roku utwór „Awake” był nominowany do nagrody w kategorii Rock Single of the Year na gali Billboard Music Awards.

## Teledysk
Teledysk do utworu powstał w 2000 roku, a za jego reżyserię odpowiadał Troy Smith. Ukazany został w nim występ zespołu na ogrodzonym dziedzińcu więzienia, podczas gdy osadzeni w obiekcie więźniowie wszczynają bunt. Teledysk nakręcono w zakładzie karnym Ohio State Reformatory w Mansfield w stanie Ohio, w którym powstały zdjęcia do wielu filmów, m.in. do mającego premierę w 1994 roku Skazani na Shawshank.

## Wykorzystanie utworu

### Reklamy Marynarki Wojennej USA
Utwór „Awake” przez trzy lata po wydaniu zawierającego go albumu studyjnego był używany jako tło muzyczne w telewizyjnej kampanii reklam rekrutacyjnych Marynarki Wojennej Stanów Zjednoczonych, zatytułowanej Accelerate Your Life. Następnie przez kolejne trzy lata w tym samym charakterze wykorzystywany był otwierający Awake utwór „Sick of Life”. Zgodnie z dotyczącymi tej kwestii słowami Sully’ego Erny z wywiadu dla serwisu ArthurMag.com: 

Wojsko przyszło do nas, wierzcie w to lub nie. Ktoś w Marynarce Wojennej kocha ten zespół, bo używali „Awake” przez trzy lata, a potem przyszli do nas i przedłużyli kontrakt na kolejne trzy lata na „Sick of Life”. Więc nie wiem. Oni po prostu czuli, że ta muzyka, ktoś w tamtym miejscu myślał, że ta muzyka jest bardzo motywująca dla reklam rekrutacyjnych, tak przypuszczam.

{{Cytat}} Nieprawidłowe/puste pola: "styl".

Umieszczenie „Awake” w telewizyjnych reklamach amerykańskiego wojska pozwoliło zespołowi dotrzeć do nowej publiczności, ale równocześnie ściągnęło na niego krytykę w związku z sugestiami, że jego muzyka może nakłonić wielu młodych mężczyzn oraz kobiet do wstąpienia do wojska i pójścia na wojnę, a także że członkowie zespołu wspierają wojny. Erna wyjaśnił sprawę następująco: 

Ten zespół nigdy nie wspierał jakiejkolwiek wojny w jakimkolwiek kraju, a ponadto decyzji rządu oraz powodów, dla których czasami wtykamy nos w nieswoje sprawy. To, co wspieramy, to nasi żołnierze. I kobiety i mężczyzn, którzy jadą tam – lub gdziekolwiek – aby walczyć o nasz kraj i nasze życia oraz chronić naszą wolność, w związku z czym uważam, że, wiesz, powinniśmy wspierać te sprawy. Czy to po prostu pomoc w dostarczaniu żywności, środków medycznych i wody po tsunami lub Katrinie, czy, wiesz, cokolwiek, co robią. I nie wyobrażam sobie jakiegokolwiek amerykańskiego obywatela, który nie chciałby tego wesprzeć.

{{Cytat}} Nieprawidłowe/puste pola: "styl".
W innym wywiadzie Erna z kolei przyznał, że „właściwie to współczuje wielu żołnierzom i wojsku w ogóle” gdyż „te młode dzieciaki muszą tam jechać i czasami umierać za coś, co nie jest naszym problemem”. Z tego względu on sam „musi przynajmniej okazać im wsparcie, ponieważ nie mają wyboru tak jak my.”.

### Inne
„Awake” znalazł się na zawierającej utwory różnych wykonawców, wydanej w 2001 roku kompilacji Tough Enough (Music from the Hit Series).
Utwór wykorzystano w mającym premierę w 2001 roku filmie Tylko jeden i na ścieżce dźwiękowej wydanej w tym samym roku grze na konsole Dave Mirra Freestyle BMX 2.  Utwór trafił także na ścieżkę dźwiękową wydanej w 2010 roku konsolowej gry muzycznej Power Gig: Rise of the SixString.
W 2015 roku utwór dodano jako DLC do wydanej w tym samym roku konsolowej gry muzycznej Rock Band 4.

## Lista utworów
Opracowano na podstawie materiału źródłowego.
Wydanie CD amerykańskie 2000 (Universal/Republic UNIR 20285-2)
| Nr | Tytuł utworu            | Długość |
| -- | ----------------------- | ------- |
| 1. | „Awake (Radio Edit)”    | 4:33    |
| 2. | „Awake (Album Version)” | 5:04    |
|    |                         | 9:37    |

Wydanie CD europejskie 2000 (Universal 158 938-2)
| Nr | Tytuł utworu             | Długość |
| -- | ------------------------ | ------- |
| 1. | „Awake (Radio Edit)”     | 4:33    |
| 2. | „Time Bomb (LP Version)” | 3:59    |
|    |                          | 8:32    |

Wydanie CD australazyjskie 2001 (Universal 158 939-2) i CD niemieckie 2001 (Universal/Republic 158 939-2)
| Nr | Tytuł utworu             | Długość |
| -- | ------------------------ | ------- |
| 1. | „Awake (Radio Edit)”     | 4:33    |
| 2. | „Awake (LP Version)”     | 5:04    |
| 3. | „Why”                    | 3:15    |
| 4. | „Time Bomb (LP Version)” | 3:59    |
|    |                          | 16:51   |

## Notowania na listach przebojów
Notowania tygodniowe
| Lista (2000–2001)                                      | Pozycja |
| ------------------------------------------------------ | ------- |
| Stany Zjednoczone (Bubbling Under Hot 100 (Billboard)) | 1       |
| Stany Zjednoczone (Mainstream Rock (Billboard))        | 1       |
| Stany Zjednoczone (Modern Rock Tracks (Billboard))     | 12      |